# Vignanello bianco superiore
Il Vignanello bianco superiore è un vino DOC la cui produzione è consentita nella provincia di Viterbo.

## Caratteristiche organolettiche
- colore: paglierino più o meno intenso con leggeri riflessi verdognoli.
- odore: delicato, più o meno aromatico
- sapore: secco con leggero retrogusto amarognolo, abboccato fine e delicato.

## Produzione
Provincia, stagione, volume in ettolitri
- nessun dato disponibile